# Ploughley Rural District
Ploughley Rural District – były dystrykt wiejski w Anglii, w hrabstwie Oxfordshire, teraz stanowi część dystryktu Cherwell.